# Marcus Vipsanius Agrippa
 For alternative betydninger, se Agrippa.
Marcus Vipsanius Agrippa ( ca. 63 f.Kr. – 12 f.Kr.) var en romersk general og statsmand, der var en nær ven, svigersøn og løjtnant til den romerske kejser Augustus. Agrippa er kendt for sine vigtige militære sejre, særligt i forbindelse med Slaget ved Actium i 31 f.Kr. mod de samlede styrker fra Marcus Antonius og Cleopatra. Han var samtidig også ansvarlig for opførelsen af nogle af de mest bemærkelsesværdige bygninger i hans æra, herunder det oprindelige Pantheon.
Han var født ind i en plebejisk familie i ca. 63 f.Kr. Han mødte den fremtidige kejser Augustus – dengang kendt som Octavian – i Apollonia, i Illyrien. Efter mordet på Octavians grandonkel Julius Cæsar i 44 f.Kr. vendte Octavian tilbage til Italien. Omkring denne tid blev Agrippa valgt til plebejertribun. Han tjente som militærkommandør og kæmpede sammen med Octavian og Cæsars tidligere general og højre hånd Marcus Antonius i forbindelse med Slaget ved Filippi. I 40 f.Kr. var han praetor og spillede en stor rolle i den Perusinske krig mod Lucius Antonius og Fulvia (henholdsvis bror og hustru til Marcus Antonius). I 39 eller 38 f.Kr. blev Agrippa udnævnt til guvernør over Gallia Transalpina. I 38 f.Kr. nedkæmpede han et oprør af aquitanerne og bekæmpede de germanske stammer. Han var konsul i 37 f.Kr. – i en alder langt under den sædvanlige minimumsalder på 43 år – hvor han overså forberedelserne til krigen mod Sextus Pompejus, som havde afskåret kornforsendelser til Rom.
Agrippa besejrede Pompejus i slagene ved Mylae og Naulochus i 36 f.Kr. I 33 f.Kr. tjente han som curule ædil. Agrippa ledede Octavians sejrrige flåde i forbindelse med Slaget ved Actium i 31 f.Kr. Nogle få år efter sejren ved Actium blev Octavian kejser og tog titlen Princeps, mens Agrippa forblev hans nære ven og løjtnant. Agrippa hjalp Augustus med at gøre Rom til "en by af marmor". Agrippa renoverede akvædukter for at give romerske borgere fra alle sociale klasser adgang til offentlige tjenester af højeste kvalitet og var ansvarlig for oprettelsen af mange bade, søjlegange og haver. Han blev også tildelt beføjelser, der næsten var lige så store som Augustus'. Han havde vetoret over Senatets handlinger og beføjelsen til at fremlægge love til godkendelse af folket. Han døde i 12 f.Kr. i en alder af 50-51 år. Augustus ærede hans minde med en storslået begravelse og tilbragte over en måned i sorg. Hans rester blev placeret i Augustus' eget mausoleum.
Agrippa var også kendt som forfatter, særligt omhandlende geografi. Under hans tilsyn blev Julius Cæsars plan om at få foretaget en fuldstændig opmåling af imperiet gennemført. Fra de tilgængelige materialer konstruerede han et cirkulært kort, som blev indgraveret på marmor af Augustus og efterfølgende placeret i søjlegangen bygget af hans søster Vipsania Polla. Agrippa var også ægtemand til Julia den Ældre (som senere giftede sig med den anden kejser Tiberius), og var morfar til Caligula og oldefar til kejser Nero.

## Liv og virke
Agrippa blev født mellem 64 og 62 f.Kr. antagelig i en landsby uden for Rom i en velstående familie af lavadelen equites («ryttere» som stillede kavaleri). Hans familienavn, cognomen, var den latinske form af det græske Agrippas «vildhest». Hans far var måske Lucius Vipsanius Agrippa. Han havde en ældre bror, som også hed Lucius Vipsanius Agrippa, og en søster Vipsania Polla. Familien havde ikke været fremstående eller aktiv i det sociale liv i Rom, men imidlertid var Agrippa på samme alder som Octavianus, og de to blev uddannet sammen og blev nære venner. Til trods for familiens nære tilknytning til Julius Cæsar, valgte hans ældre bror den anden side i borgerkrigene i 40-tallet f.Kr. og kæmpede under Cato mod Cæsar i provinsen Afrika. Da Catos styrker blev besejret, blev Agrippas bror taget til fange, men slap fri, da Octavianus mæglede på hans vegne.
Det er ikke kendt om Agrippa kæmpede mod sin bror i Afrika, men han tjenestegjorde antagelig i Cæsars krig i 46–45 f.Kr. mod Gnaeus Pompejus som kulminerede i slaget ved Munda, hvor både Agrippa og Octavianus deltog som kavalerioficerer. Cæsar anerkendte ham højt nok til at sende ham sammen med Octavianus i 45 f.Kr. for at studere i Apollonia ved kysten af Illyrien (nu i Albanien) med makedonske legioner mens Cæsar selv konsoliderede sin magt i Rom. I den fjerde måned af deres ophold i Apollonia nåede nyheden dem, at Cæsars var myrdet i en sammensværgelse i Rom. Agrippa rådede Octavianus til at marchere til Rom med tropperne fra Makedonien, men Octavianus besluttede at sejle til Italien med en håndfuld mænd. Efter sin ankomst fik han at vide, at Cæsar havde adopteret ham. Octavianus tog Cæsars navn, men moderne historikere omtaler ham som «Octavianus» i løbet af denne periode.

### Vejen til magten
Da Octavianus var kommet tilbage til Rom, indså han og hans tilhængere, at de behøvede støtte fra legionerne. Agrippa hjalp Octavianus med at samle tropper i Campania. Straks efter at Octavianus havde samlet sine legioner forhandlede han en aftale med Markus Antonius og Marcus Aemilius Lepidus, lovmæssig etableret i 43 f.Kr. som det andet triumvirat. Octavianus og hans konsulkollega Quintus Pedius sørgede for at der blev rejst tiltale mod Cæsars mordere i deres fravær, og Agrippa blev givet ansvaret med sagen mod Gajus Cassius Longinus. Det kan have været det år hvor Agrippa begyndte sin politiske karriere og tog positionen som folketribun for plebejerne, noget som gav ham ret til at deltage i senatet.